# نجم الدين عبد الله
نجم الدين عبد الله سليم هو فنان كوميدي موصلي حائز على شهادة الدكتوراه في الزراعة من جامعة الموصل وقد اشترك في العديد من الأعمال التلفزيونية الموصلية خريج معهد الفنون الجملية.
وُلد نجم الدين عبد الله عام 1957م في محلة رأس الكور في الموصل، عمل في المسرح وكذلك عمل تدريسياً في كلية الفنون الجميلة في الموصل.

## روابط خارجية
- نجم الدين عبد الله على موقع قاعدة بيانات الأفلام العربية